# Amir Hadžiahmetović
Amir Hadžiahmetović (Nexø, 8 marzo 1997) è un calciatore bosniaco, centrocampista del Beşiktaş, e della nazionale bosniaca.

## Caratteristiche tecniche
Esterno sinistro, può essere schierato anche come centrocampista centrale o mediano davanti alla difesa.

## Carriera

### Club
Il primo febbraio 2016 si trasferisce in Turchia, vestendo i colori del Konyaspor che paga il suo cartellino 500000 €.

### Nazionale
Ha giocato nelle nazionali giovanili bosniache Under-17, Under-18, Under-19 ed Under-21.
Debutta con la nazionale maggiore il 4 settembre 2020, nel pareggio 1-1 contro l'Italia, valida per la Nations League 2020-2021.

## Statistiche

### Cronologia presenze e reti in nazionale
| Cronologia completa delle presenze e delle reti in nazionale ― Bosnia ed Erzegovina | Cronologia completa delle presenze e delle reti in nazionale ― Bosnia ed Erzegovina | Cronologia completa delle presenze e delle reti in nazionale ― Bosnia ed Erzegovina | Cronologia completa delle presenze e delle reti in nazionale ― Bosnia ed Erzegovina | Cronologia completa delle presenze e delle reti in nazionale ― Bosnia ed Erzegovina | Cronologia completa delle presenze e delle reti in nazionale ― Bosnia ed Erzegovina | Cronologia completa delle presenze e delle reti in nazionale ― Bosnia ed Erzegovina | Cronologia completa delle presenze e delle reti in nazionale ― Bosnia ed Erzegovina |
| Data                                                                                | Città                                                                               | In casa                                                                             | Risultato                                                                           | Ospiti                                                                              | Competizione                                                                        | Reti                                                                                | Note                                                                                |
| ----------------------------------------------------------------------------------- | ----------------------------------------------------------------------------------- | ----------------------------------------------------------------------------------- | ----------------------------------------------------------------------------------- | ----------------------------------------------------------------------------------- | ----------------------------------------------------------------------------------- | ----------------------------------------------------------------------------------- | ----------------------------------------------------------------------------------- |
| 4-9-2020                                                                            | Firenze                                                                             | Italia                                                                              | 1 – 1                                                                               | Bosnia ed Erzegovina                                                                | UEFA Nations League 2020-2021                                                       | -                                                                                   |                                                                                     |
| 7-9-2020                                                                            | Zenica                                                                              | Bosnia ed Erzegovina                                                                | 1 – 2                                                                               | Polonia                                                                             | UEFA Nations League 2020-2021                                                       | -                                                                                   | 87’                                                                                 |
| 8-10-2020                                                                           | Sarajevo                                                                            | Bosnia ed Erzegovina                                                                | 1 – 1 (4 - 5 dtr)                                                                   | Irlanda del Nord                                                                    | Qual. Euro 2020                                                                     | -                                                                                   | 19’ 83’                                                                             |
| 11-10-2020                                                                          | Zenica                                                                              | Bosnia ed Erzegovina                                                                | 0 – 0                                                                               | Paesi Bassi                                                                         | UEFA Nations League 2020-2021                                                       | -                                                                                   | 55’                                                                                 |
| 14-10-2020                                                                          | Breslavia                                                                           | Polonia                                                                             | 3 – 0                                                                               | Bosnia ed Erzegovina                                                                | UEFA Nations League 2020-2021                                                       | -                                                                                   | 74’                                                                                 |
| 27-3-2021                                                                           | Zenica                                                                              | Bosnia ed Erzegovina                                                                | 0 – 0                                                                               | Costa Rica                                                                          | Amichevole                                                                          | -                                                                                   |                                                                                     |
| 31-3-2021                                                                           | Zenica                                                                              | Bosnia ed Erzegovina                                                                | 0 – 1                                                                               | Francia                                                                             | Qual. Mondiali 2022                                                                 | -                                                                                   | 69’                                                                                 |
| 2-6-2021                                                                            | Sarajevo                                                                            | Bosnia ed Erzegovina                                                                | 0 – 0                                                                               | Montenegro                                                                          | Amichevole                                                                          | -                                                                                   |                                                                                     |
| 6-6-2021                                                                            | Brøndby                                                                             | Danimarca                                                                           | 2 – 0                                                                               | Bosnia ed Erzegovina                                                                | Amichevole                                                                          | -                                                                                   |                                                                                     |
| 1-9-2021                                                                            | Saint-Denis                                                                         | Francia                                                                             | 1 – 1                                                                               | Bosnia ed Erzegovina                                                                | Qual. Mondiali 2022                                                                 | -                                                                                   | 76’                                                                                 |
| 4-9-2021                                                                            | Zenica                                                                              | Bosnia ed Erzegovina                                                                | 1 – 0                                                                               | Kuwait                                                                              | Amichevole                                                                          | -                                                                                   | 61’                                                                                 |
| 9-10-2021                                                                           | Astana                                                                              | Kazakistan                                                                          | 0 – 2                                                                               | Bosnia ed Erzegovina                                                                | Qual. Mondiali 2022                                                                 | -                                                                                   |                                                                                     |
| 12-10-2021                                                                          | Leopoli                                                                             | Ucraina                                                                             | 1 – 1                                                                               | Bosnia ed Erzegovina                                                                | Qual. Mondiali 2022                                                                 | -                                                                                   |                                                                                     |
| 13-11-2021                                                                          | Zenica                                                                              | Bosnia ed Erzegovina                                                                | 1 – 3                                                                               | Finlandia                                                                           | Qual. Mondiali 2022                                                                 | -                                                                                   | 56’                                                                                 |
| 16-11-2021                                                                          | Zenica                                                                              | Bosnia ed Erzegovina                                                                | 0 – 2                                                                               | Ucraina                                                                             | Qual. Mondiali 2022                                                                 | -                                                                                   | 71’                                                                                 |
| 25-3-2022                                                                           | Zenica                                                                              | Bosnia ed Erzegovina                                                                | 0 – 1                                                                               | Georgia                                                                             | Amichevole                                                                          | -                                                                                   |                                                                                     |
| 4-6-2022                                                                            | Helsinki                                                                            | Finlandia                                                                           | 1 – 1                                                                               | Bosnia ed Erzegovina                                                                | UEFA Nations League 2022-2023                                                       | -                                                                                   | 83’                                                                                 |
| 7-6-2022                                                                            | Zenica                                                                              | Bosnia ed Erzegovina                                                                | 1 – 0                                                                               | Romania                                                                             | UEFA Nations League 2022-2023                                                       | -                                                                                   | 45’                                                                                 |
| 11-6-2022                                                                           | Podgorica                                                                           | Montenegro                                                                          | 1 – 1                                                                               | Bosnia ed Erzegovina                                                                | UEFA Nations League 2022-2023                                                       | -                                                                                   |                                                                                     |
| 14-6-2022                                                                           | Zenica                                                                              | Bosnia ed Erzegovina                                                                | 3 – 2                                                                               | Finlandia                                                                           | UEFA Nations League 2022-2023                                                       | -                                                                                   | 45’                                                                                 |
| 23-9-2022                                                                           | Zenica                                                                              | Bosnia ed Erzegovina                                                                | 1 – 0                                                                               | Montenegro                                                                          | UEFA Nations League 2022-2023                                                       | -                                                                                   |                                                                                     |
| 23-3-2023                                                                           | Zenica                                                                              | Bosnia ed Erzegovina                                                                | 3 – 0                                                                               | Islanda                                                                             | Qual. Euro 2024                                                                     | -                                                                                   | 72’                                                                                 |
| 26-3-2023                                                                           | Bratislava                                                                          | Slovacchia                                                                          | 2 – 0                                                                               | Islanda                                                                             | Qual. Euro 2024                                                                     | -                                                                                   | 63’                                                                                 |
| 17-6-2023                                                                           | Lisbona                                                                             | Portogallo                                                                          | 3 – 0                                                                               | Bosnia ed Erzegovina                                                                | Qual. Euro 2024                                                                     | -                                                                                   | 71’                                                                                 |
| 20-6-2023                                                                           | Zenica                                                                              | Bosnia ed Erzegovina                                                                | 0 – 2                                                                               | Lussemburgo                                                                         | Qual. Euro 2024                                                                     | -                                                                                   | 46’                                                                                 |
| 8-9-2023                                                                            | Zenica                                                                              | Bosnia ed Erzegovina                                                                | 2 – 1                                                                               | Liechtenstein                                                                       | Qual. Euro 2024                                                                     | -                                                                                   | 77’                                                                                 |
| 11-9-2023                                                                           | Reykjavík                                                                           | Islanda                                                                             | 1 – 0                                                                               | Bosnia ed Erzegovina                                                                | Qual. Euro 2024                                                                     | -                                                                                   | 68’                                                                                 |
| 13-10-2023                                                                          | Vaduz                                                                               | Liechtenstein                                                                       | 0 – 2                                                                               | Bosnia ed Erzegovina                                                                | Qual. Euro 2024                                                                     | -                                                                                   | 78’                                                                                 |
| 16-10-2023                                                                          | Zenica                                                                              | Bosnia ed Erzegovina                                                                | 0 – 5                                                                               | Portogallo                                                                          | Qual. Euro 2024                                                                     | -                                                                                   | 46’                                                                                 |
| 16-11-2023                                                                          | Lussemburgo                                                                         | Lussemburgo                                                                         | 4 – 1                                                                               | Bosnia ed Erzegovina                                                                | Qual. Euro 2024                                                                     | -                                                                                   | 26’ 46’                                                                             |
| Totale                                                                              |                                                                                     | Presenze                                                                            | 30                                                                                  |                                                                                     | Reti                                                                                | 0                                                                                   |                                                                                     |

## Palmarès

### Club

#### Competizioni nazionali
- Coppa di Turchia: 1

Beşiktaş: 2023-2024
- Supercoppa di Turchia: 1

Beşiktaş: 2024